# 50 meter frisim för herrar i simning vid olympiska sommarspelen 2004
Sammanställda resultaten för 50 meter frisim, herrar vid de Olympiska sommarspelen 2004.

## Rekord
| Världsrekord     | Alexander Popov (Ryssland) | Moskva, Ryssland   | 21,64 | 16 juni 2000 |
| Olympiskt rekord | Alexander Popov (Ryssland) | Barcelona, Spanien | 21,91 | 30 juli 1992 |

## Medaljörer
| Guld:              | Silver:                 | Brons:                          |
| Gary Hall Jr., USA | Duje Draganja, Kroatien | Roland Mark Schoeman, Sydafrika |

## Resultat
Från de elva kvalheaten gick de 16 snabbaste tiderna vidare till semifinal.
Från semifinalerna gick de 8 snabbaste tiderna vidare till final.
Alla tider visas i sekunder.

Q kvalificerad till nästa omgång

DNS startade inte.

DSQ markerar diskvalificerad eller utesluten.

### Kval

#### Heat 1
1. Rony Bakale, Kongo-Brazzaville 25,07
2. Ahmed Md Jewel, Bangladesh 25,47
3. Ibrahim Maliki, Niger 26,81
4. Donnie Defreitas, Saint Vincent och Grenadinerna 27,72
5. Abdourahamane Diawara, Guinea 28,10
6. David Keita, Mali 29,96

#### Heat 2
1. Anderson Bonabart, Mikronesiens federerade stater 26,75
2. Hojamamed Hojamamedov, Turkmenistan 27,68
3. Bounthanom Vongphachanh, Laos 28,17
4. Leonce Sekamana, Rwanda 28,99
5. Mohammed Saad, Jemen 29,97
6. Mamadou Ouedraogo, Burkina Faso 30,36
7. Malique Williams, Antigua och Barbuda 32,86
8. Yona Walesi, Malawi 34,11

#### Heat 3
1. Chris Hackel, Mauritius 25,33
2. Cole Shade Sule, Kamerun 26,16
3. Johnathan Steele, Grenada 26,40
4. Kreshnik Gjata, Albanien 26,61
5. Kiri Hem, Kambodja 27,49
6. Khaled Ghezzawi, Libyen 27,55
7. Hassan Mubah, Maldiverna 27,71
8. Edgar Luberenga, Uganda 27,77

#### Heat 4
1. Jose Mafio, Uruguay 23,58
2. Jevon Atkinson, Jamaica 23,61
3. Rodrigo Diaz, Guatemala 23,69
4. Terrence Haynes, Barbados 23,90
5. Abed Rahman Kaaki, Libanon 24,68
6. Gregory Arkhurst, Elfenbenskusten 24,82
7. Mauricio Prudencio, Bolivia 24,82
8. Alois Dansou, Benin 24,86

#### Heat 5
1. Ravil Natjaev, Uzbekistan 23,23
2. Carl Probert, Fiji 23,31
3. Josh Laban, Amerikanska Jungfruöarna 23,43
4. Allen Ong, Malaysia 23,52
5. Raitjin Antonov, Bulgarien 23,67
6. Örn Arnarson, Island 23,84
7. Oleg Sjteinikov, Kazakstan 23,88
8. Semen Danilov, Kirgizistan 26,61

#### Heat 6
1. Krisztian Takacs, Ungern 23,12
2. Stanislau Neviarouski, Vitryssland 23,13
3. Kaan Tayla, Turkiet 23,26
4. Julio Santos, Ecuador 23,43
5. Chrysanthos Papachrysanthou, Cypern 23,51
6. Arwut Chinnapasaen, Thailand 23,52
7. Shao-An Wang, Taiwan 23,54
8. Danil Haustov, Estland 23,56

#### Heat 7
1. Rolandas Gimbutis, Litauen 22,59
2. Apostolos Tsagkarakis, Grekland 22,72
3. Milorad Cavic, Serbien 23,05
4. Chung-Hee Lee, Sydkorea 23,20
5. Pedro Silva, Portugal 23,23
6. Camilo Becerra, Colombia 23,23
7. Jerry Hård, Finland 23,33
8. Zuo Chen, Kina 23,41

#### Heat 8
1. Duje Draganja, Kroatien 22,28 Q
2. Ricardo Busquets, Puerto Rico 22,45 Q
3. Karel Novy, Schweiz 22,51 Q
4. Rafed Ziad El Masri, Syrien 22,58
5. Marcos Hernandez, Kuba 23,19
6. Luis Rojas, Venezuela DNS
7. Peter Mankoc, Slovenien DNS
8. George Bovell, Trinidad och Tobago DNS

#### Heat 9
1. Bartosz Kizierowski, Polen 22,26 Q
2. Julien Sicot, Frankrike 22,30 Q
3. Jason Lezak, USA 22,33 Q
4. Brett Hawke, Australien 22,42 Q
5. Javier Noriega, Spanien 22,52 Q
6. Michele Scarica, Italien 22,80
7. Jose Martin Meolans, Argentina 22,90
8. Andrej Kapralov, Ryssland 22,97

#### Heat 10
1. Frederick Bousquet, Frankrike 22,24 Q
2. Fernando Scherer, Brasilien 22,52 Q
3. Johan Kenkhuis, Nederländerna 22,58
4. Aleksandr Popov, Ryssland 22,58
5. Lorenzo Vismara, Italien 22,70
6. Eduard Lorente, Spanien 22,71
7. Vjatjeslav Sjirsjov, Ukraina 22,96
8. Matt Rose, Kanada 23,01

#### Heat 11
1. Gary Hall Jr. , USA 22,04 Q
2. Salim Iles, Algeriet 22,26 Q
3. Oleksandr Volinets, Ukraina 22,41 Q
4. Roland Mark Schoeman, Sydafrika 22,41 Q
5. Stefan Nystrand, Sverige 22,42 Q
6. Lyndon Ferns, Sydafrika 22,53 Q
7. Pieter van den Hoogenband, Nederländerna 22,56
8. Ashley Callus, Australien 22,82

### Semifinaler

#### Heat 1
1. Roland Mark Schoeman, Sydafrika 21,99 Q
2. Brett Hawke, Australien 22,07 Q  Rekord för Oceanien
3. Salim Iles, Algeriet 22,16 Q
4. Julien Sicot, Frankrike 22,26
5. Frederick Bousquet, Frankrike 22,29
6. Javier Noriega, Spanien 22,36
7. Lyndon Ferns, Sydafrika 22,46
8. Ricardo Busquets, Puerto Rico 22,52

#### Heat 2
1. Jason Lezak, USA 22,12 Q
2. Oleksandr Volinets, Ukraina 22,18 Q
3. Gary Hall, USA 22,18 Q
4. Stefan Nystrand, Sverige 22,18 Q
5. Duje Draganja, Kroatien 22,19 Q
6. Bartosz Kizierowski, Polen 22,22
7. Fernando Scherer, Brasilien 22,27
8. Karel Novy, Schweiz 22,63

### Final
1. Gary Hall, USA 21,93
2. Duje Draganja, Kroatien 21,94
3. Roland Mark Schoeman, Sydafrika 22,02
4. Stefan Nystrand, Sverige 22,08
5. Jason Lezak, USA 22,11
6. Brett Hawke, Australien 22,18
7. Oleksandr Volinets, Ukraina 22,26
8. Salim Iles, Algeriet 22,37

## Tidigare vinnare

### OS
- 1896 i Aten: Ingen tävling
- 1900 i Paris: Ingen tävling
- 1904 i S:t Louis: Zoltán Halmaj, Ungern – 28,0 (50 yards)
- 1906 – 1984: Ingen tävling
- 1988 i Seoul: Matt Biondi, USA – 22,14
- 1992 i Barcelona: Alexander Popov, Ryssland – 21,91
- 1996 i Atlanta: Alexander Popov, Ryssland – 22,13
- 2000 i Sydney: Anthony Erwin, USA  & Gary Hall J:r USA– 21,98

### VM
- 1973 i Belgrad: Ingen tävling
- 1975 i Cali, Colombia: Ingen tävling
- 1978 i Berlin: Ingen tävling
- 1982 i Guayaquil, Ecuador: Ingen tävling
- 1986 i Madrid: Tom Jaeger, USA – 22,49
- 1991 i Perth: Tom Jaeger, USA – 22,16
- 1994 i Rom: Alexander Popov, Ryssland – 22,17
- 1998 i Perth: Bill Pilczuk, USA – 22,29
- 2001 i Fukuoka, Japan: Anthony Erwin, USA – 22,09
- 2003 i Barcelona: Alexander Popov, Ryssland – 21,92